# Rafał Ohme
Rafał Krzysztof Ohme (ur. 1968 w Lublinie) – polski psycholog specjalizujący się w zarządzaniu i marketingu, wykładowca akademicki.

## Życiorys
W 1992 zdobył tytuł magistra psychologii na Wydziale Pedagogiki i Psychologii Uniwersytetu Marii Curie Skłodowskiej w Lublinie. Następnie w 1994 ukończył indywidualne studia doktoranckie na Wydziale Nauk Społecznych Katolickiego Uniwersytetu Lubelskiego. W latach 1995–1996 był stypendystą Fulbrighta w Kellogg School of Management. Będąc w Chicago, odbył staż u prof. Davida Messicka, z którym badał etyczne aspekty biznesu. W latach 1996–2002 prowadził doświadczenia nad podświadomymi emocjami w laboratorium prof. Roberta Zajonca na Uniwersytecie Stanford. Badania stały się podstawą jego rozprawy habilitacyjnej oraz dalszej działalności biznesowej.
W 1992 rozpoczął pracę naukową na UMCS w Lublinie (do 1999), w 1997 – na Uniwersytecie SWPS, w 1999 – w Polskiej Akademii Nauk (do 2009). Został wykładowcą Uniwersytetu SWPS (jako profesor nadzwyczajny) oraz Uniwersytetu Renmin w Pekinie i Szkoły Biznesu Uniwersytetu Stellenbosch w Kapsztadzie (jako profesor wizytujący).
W 1997 otrzymał stypendium Fundacji Nauki Polskiej. Dwa lata później został członkiem Instytutu Psychologii Polskiej Akademii Nauk, gdzie uzyskał stopień doktora habilitowanego za pracę Podprogowe informacje mimiczne.
Jest członkiem wiodących stowarzyszeń marketingowych, neuronaukowych i psychologicznych. Od 2012 zasiada w zarządzie Neuromarketing Science and Business Association, organizacji zrzeszającej przedstawicieli świata neuronauki i biznesu z ponad 85 państw. Jest również honorowym członkiem Executive Club oraz członkiem Korean Scholars of Marketing Science. Należy także do: Advertising Research Foundation, American Advertising Association, European Advertising Association, Neuro-Psycho-Economics Society oraz American Psychological Society.
Był mówcą podczas międzynarodowych konferencji i seminariów. W 2000 wystąpił z wykładem honorowym podczas EXPO w Hanowerze, a w 2001 na EUROPALIA w Brukseli. W latach 2000, 2001 i 2002 współorganizował ogólnopolskie sympozja naukowe w Jadwisinie, których tematami przewodnimi były automatyzmy, świadomość i intencjonalność w ujęciu interdyscyplinarnym. W 2009 zorganizował w Krakowie konferencję Neuroconnections. Było to spotkanie światowych firm badawczych, domów medialnych, agencji reklamowych i reklamodawców wykorzystujących nowe technologie w badaniach marketingowych, politycznych i medialnych. W konferencji uczestniczyli przedstawiciele 15 krajów z Ameryki Północnej i Południowej, Azji, Australii i Europy.
Jest założycielem „Neurohm”, firmy wykorzystującej analizę reakcji fizjologicznych (m.in. fal mózgowych i czasów reakcji) do marketingu, sprzedaży, HR i PR, a także „FEEL.DO.THINK.” zajmującej się edukacją i szkoleniami z zakresu emocji i komunikacji w zarządzaniu.

## Życie prywatne
Był żonaty z psycholożką i dziennikarką Małgorzatą Ohme. Mają dwoje dzieci, Jerzego i Klarę.

## Nagrody i wyróżnienia
Jest laureatem prestiżowych nagród – Prezydenta RP w Konkursie Primus Inter Pares, nagrody Premiera RP za najlepszą pracę doktorską, stypendium Fundacji Nauki Polskiej. Jest też finalistą konkursu Przedsiębiorca Roku 2015 Ernst & Young.

## Wybrane publikacje
- Ohme, R., Matukin, M. & Boschoff, Ch. (2015). Exploring the link between consumers’ eye-fixation and their sub-conscious responses: towards a better understanding of advertising stimuli processing. Journal of Advertising, Special edition Neuro-Science in Adverting Research
- Ohme, R. (2015) Nadchodzi zmiana w zarządzaniu. ThinkTank Magazine,
- Olszanowski, M., Pochwatko, G., Kuklinski, K., Scibor-Rylski, M., Lewinski, P., Ohme, R.K. (2015) Warsaw Set of Emotional Facial Expression Pictures: A validation study of facial display photographs. Frontiers in Psychology[11]
- Ohme, R. (2011) Biometryczny przełom w marketingu. Jak dzięki wykorzystaniu badań biometrycznych podnosić skuteczność komunikacji marketingowej i budować trwałe, emocjonalne relacje z klientami. Harvard Business Review Polska
- Matukin, M., & Ohme, R. (2011).  Analiza przebiegu reakcji emocjonalnych w czasie. [w:] D. Doliński, W. Błaszczak (Red.),  Dynamika emocji: Teoria i praktyka (s. 155–178). Warszawa: Wydawnictwo Naukowe PWN.
- Ohme, R., Matukin, M. i Pacula-Leśniak B. (2011) Biometric measures for interactive advertising research. Journal of Interactive advertising[12]
- Ohme, R., Matukin, M. (2010). Neurophysiology Uncovers Secrets Of TV Commercials. Der Markt – Journal für Marketing[13]
- Ohme, R., Reykowska, D., Wienerc, D., Choromanska, A. (2010) Application of frontal EEG asymmetry to advertising research. Journal of Economical Psychology[14]
- Ohme, R. (2010). Irracjonalność Homo Sapiens. Kosmos – Problemy nauk biologicznych, 59/1-2, 263-266.
- Ohme, R. (2009). The unconscious as the third dimension in advertising. American Academy of Advertising Newsletter, 5/4, 1-5.
- Ohme, R., Reykowska, D., Wiener, D., Choromanska, A. (2009) Analysis of neurophysiological reactions to advertising stimuli via EEG and GSR measures. Journal of Neuroscience, Psychology, and Economics[15]
- Jarymowicz, M. i Ohme, R.K. (2003). Czy współczesne technologie badania tego, co nieświadome prowadzą do nowej wiedzy?, [w:] R.K. Ohme i M. Jarymowicz (red.), Automatyzmy w regulacji psychicznej. Nowe perspektywy (s. 7–21). Warszawa: Wydawnictwo IP PAN i SWPS.
- Ohme, R.K. (2002). Homo Sapiens czy Homo Automaticus?, [w:] M. Jarymowicz i R.K. Ohme, Natura Automatyzmów: Dyskusje interdyscyplinarne (s. 87–91). Warszawa: Wydawnictwo IPPAN i SWPS. Ohme, R., (2001) Utajone poznanie społeczne: Nowe perspektywy. Studia Psychologiczne
- Ohme, R.K. (2001) The implicit conditioning of consumer attitudes: Logo substitution effect, Polish Psychological Bulletin, 32/1, 71–78.
- Ohme, R.K. (2001) Social Influence in Media: Culture and Antismoking Advertising, [w:] W. Wosinska, R.B. Cialdini, D.W. Barrett, J. Reykowski (red.) The Practice of Social Influence in Multiple Cultures (s. 309–324). Mahwah: Lawrence Erlbaum.
- Ohme, R.K., Pochwatko, G. i Błaszczak, W. (1999). Paradygmat afektywnego poprzedzania: w poszukiwaniu nowej procedury badawczej, Studia Psychologiczne, 37/1, 7–28.
- Ohme, R., (1999) Utajone poznanie społeczne: Wybrane metody badawcze. Studia Psychologiczne
- Messick, D. M., Ohme, R. K. (1998) Some ethical aspects of the social psychology of social influence. In Kramer, R. M., Neale, M. A. (Red) Power and influence in organizations
- Ohme, R., (1997) Utajony wpływ afektu na przetwarzanie informacji. Studia Psychologiczne
- Ohme, R.K. (1997). Social Comparison of Misfortune, Polish Psychological Bulletin, 28/2, 189–201.
- Ohme, R.K. (1997). Świadomość własnego nastroju: Pozytywno-negatywna asymetria zniekształcania, Studia Psychologiczne, 35/1, 81–95.

## Książki
- Ohme R.K. (2017) Emo Sapiens. Harmonia Emocji i Rozumu
- Ohme R.K. (2007-red.) Nieuświadomiony Afekt. Najnowsze odkrycia[16]
- Ohme R.K. (2003) Podprogowe informacje mimiczne: ujęcie eksperymentalne
- Ohme R.K. i Jarymowicz M. (2003-red.) Automatyzmy w regulacji psychicznej. Nowe perspektywy
- Ohme R.K. i Jarymowicz M. (2002-red.) Natura automatyzmów. Dyskusje interdyscyplinarne.
- Ohme R.K., Jarymowicz M. i Reykowski J. (2001-red.) Automatyzmy w procesach przetwarzania informacji
- Ohme, R. (2001-red) Implicit Processes in Cognition. Polish Psychological Bulletin